# Elizabeth McIntyre
Elizabeth Geary „Liz” McIntyre (ur. 5 kwietnia 1965 w Hanover) – amerykańska narciarka specjalistka narciarstwa dowolnego.

## Życiorys
Zdobyła srebrny medal w jeździe po muldach na igrzyskach olimpijskich w Lillehammer. Najlepszy wynik na mistrzostwach świata osiągnęła podczas mistrzostw w Oberjoch, gdzie zajęła 4. miejsce w jeździe po muldach. Najlepsze wyniki w Pucharze Świata osiągnęła w sezonie 1992/1993, kiedy to zajęła 16. miejsce w klasyfikacji generalnej. W sezonie 1996/1997 zajęła 3. miejsce w jazdy po muldach podwójnych.
W 1998 r. zakończyła karierę.

## Osiągnięcia

### Igrzyska olimpijskie
| Miejsce | Dzień     | Rok  | Miejscowość | Konkurencja      | Zwycięzca            |
| ------- | --------- | ---- | ----------- | ---------------- | -------------------- |
| 6.      | 13 lutego | 1992 | Albertville | Jazda po muldach | Donna Weinbrecht     |
| 2.      | 12 lutego | 1994 | Lillehammer | Jazda po muldach | Stine Lise Hattestad |
| 8.      | 11 lutego | 1998 | Nagano      | Jazda po muldach | Tae Satoya           |

### Mistrzostwa świata
| Miejsce | Dzień     | Rok  | Miejscowość | Konkurencja      | Zwycięzca            |
| ------- | --------- | ---- | ----------- | ---------------- | -------------------- |
| 12.     | 2 lutego  | 1986 | Tignes      | Jazda po muldach | Mary-Jo Tiampo       |
| 4.      | 3 marca   | 1989 | Oberjoch    | Jazda po muldach | Raphaëlle Monod      |
| 5.      | 13 marca  | 1993 | Altenmarkt  | Jazda po muldach | Stine Lise Hattestad |
| 16.     | 18 lutego | 1995 | La Clusaz   | Jazda po muldach | Candice Gilg         |
| 6.      | 8 lutego  | 1997 | Iizuna      | Jazda po muldach | Candice Gilg         |

### Puchar Świata

#### Miejsca w klasyfikacji generalnej
- sezon 1985/1986: 19.
- sezon 1986/1987: 20.
- sezon 1987/1988: 21.
- sezon 1988/1989: 22.
- sezon 1991/1992: 23.
- sezon 1992/1993: 16.
- sezon 1993/1994: 22.
- sezon 1994/1995: 23.
- sezon 1995/1996: 64.
- sezon 1996/1997: 22.
- sezon 1997/1998: 33.

#### Miejsca na podium
1. Voss – 7 marca 1986 (Jazda po muldach) – 3. miejsce
2. Lake Placid – 16 stycznia 1987 (Jazda po muldach) – 2. miejsce
3. Tignes – 11 grudnia 1987 (Jazda po muldach) – 1. miejsce
4. Tignes – 9 grudnia 1988 (Jazda po muldach) – 3. miejsce
5. Tignes – 6 grudnia 1991 (Jazda po muldach) – 3. miejsce
6. Whistler Blackcomb – 11 stycznia 1992 (Jazda po muldach) – 3. miejsce
7. Tignes – 12 grudnia 1992 (Jazda po muldach) – 1. miejsce
8. Le Relais – 30 stycznia 1993 (Jazda po muldach) – 3. miejsce
9. Le Relais – 30 stycznia 1993 (Jazda po muldach) – 3. miejsce
10. La Clusaz – 11 lutego 1993 (Jazda po muldach) – 3. miejsce
11. Whistler Blackcomb – 8 stycznia 1994 (Jazda po muldach) – 3. miejsce
12. Breckenridge – 15 stycznia 1994 (Jazda po muldach) – 3. miejsce
13. Lake Placid – 21 stycznia 1994 (Jazda po muldach) – 3. miejsce
14. Whistler Blackcomb – 7 stycznia 1995 (Jazda po muldach) – 2. miejsce
15. Breckenridge – 14 stycznia 1995 (Jazda po muldach) – 2. miejsce
16. Breckenridge – 14 stycznia 1995 (Jazda po muldach) – 2. miejsce
17. Le Relais – 21 stycznia 1995 (Jazda po muldach) – 3. miejsce
18. Tignes – 8 grudnia 1996 (Muldy podwójne) – 1. miejsce
19. Lake Placid – 12 stycznia 1997 (Jazda po muldach) – 3. miejsce
20. Hundfjället – 15 marca 1997 (Muldy podwójne) – 2. miejsce
21. Tignes – 5 grudnia 1997 (Jazda po muldach) – 1. miejsce
22. Hundfjället – 9 marca 1998 (Jazda po muldach) – 2. miejsce

- W sumie 4 zwycięstwa, 7 drugich i 11 trzecich miejsc.